# Diavolezza
Die Diavolezza (rätoromanisch: Teufelin) ist ein Joch und Skigebiet auf dem Gemeindegebiet von Pontresina in Graubünden in der südöstlichen Schweiz. Sie hat eine Höhe von 2958 m ü. M. und liegt südöstlich des Munt Pers (3206 m ü. M.) in den Bernina-Alpen.
Der Berg ist durch eine Kabinenseilbahn vom oberengadinischen Val Bernina her ganzjährig erschlossen. An der Talstation (2093 m ü. M.) der Seilbahn liegt die Haltestelle Bernina Diavolezza (2082 m ü. M.) der Berninabahn von St. Moritz nach Tirano. An der Bergstation (2978 m ü. M.) gibt es ein Restaurant mit Bar und Aussichtsterrasse.

## Name
Der Name Diavolezza stammt aus einer Sage:
Vor vielen Jahren hauste beim Munt Pers («verlorener Berg») eine wunderbare Bergfee. Sie wurde nur selten von Jägern erblickt und mit Vorliebe dann bestaunt, wenn sie über die Hänge des Munt Pers zum «Lej da la Diavolezza» hinüberwechselte, um dort ein Bad zu nehmen. Dann jeweils wurden die jungen Jäger unvorsichtig. Sie folgten ihr über die Felsen bis hinüber zu ihrem Schloss. Aber ein Jäger nach dem anderen verschwand. So erging es auch Aratsch, einem Jüngling aus dem Dorf. Überall wurde vergeblich nach ihm gesucht und schliesslich nahm man an, er sei in eine Gletscherspalte gefallen oder abgestürzt. Denn, wer bei Einbruch der Nacht sich in der Region aufhielt, hörte, vom Winde getragen, die klagende Stimme der Diavolezza, die rief: Mort ais Aratsch! («Aratsch ist tot»). Daher kommt der Name der Alp Morteratsch im Kessel der Berninagruppe.

## Skigebiet Diavolezza

Diavolezza mit Piz Palü, historisches Luftbild von Werner Friedli (1949)

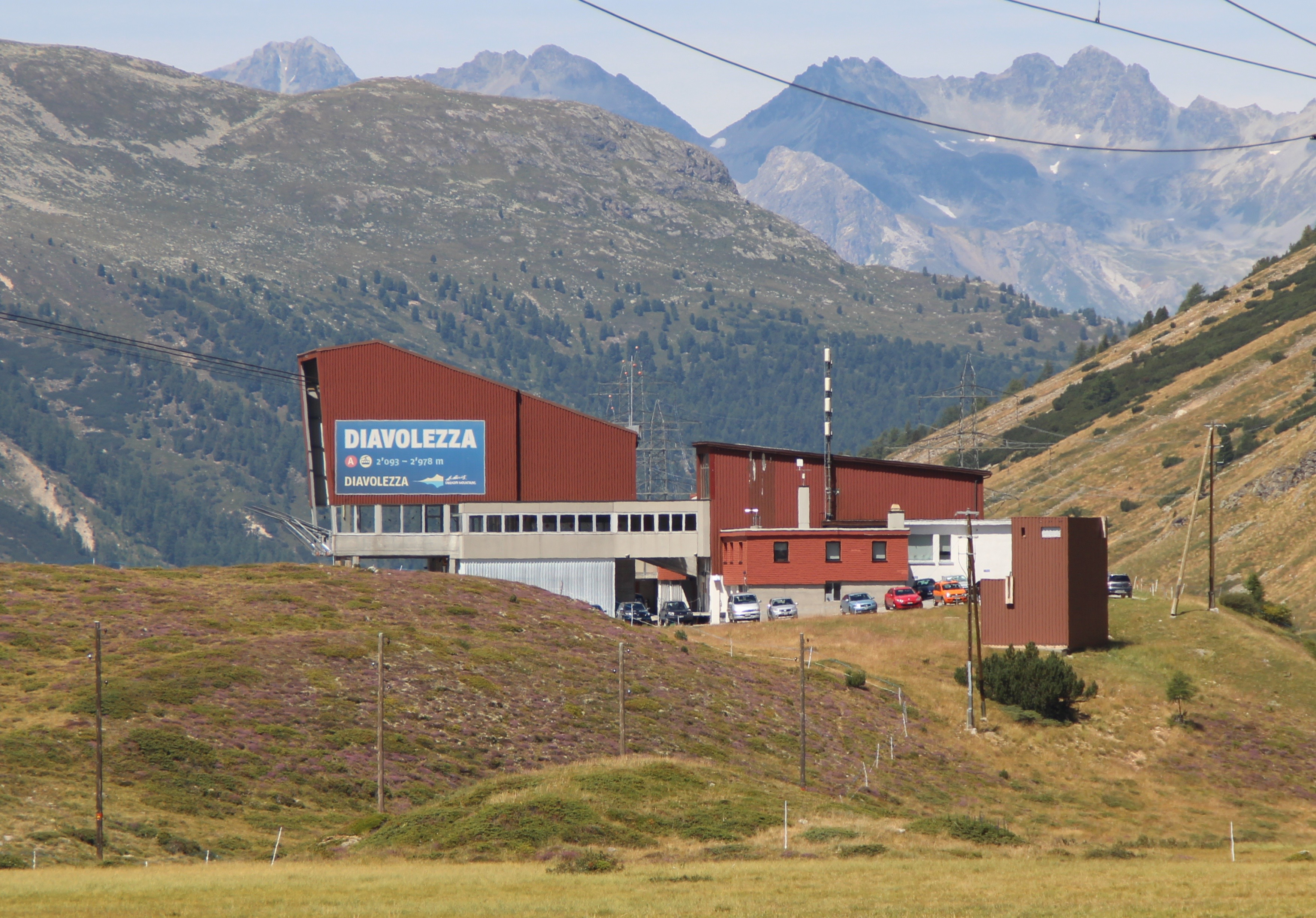
Talstation

Diavolezzasee. Historisches Bild von Leo Wehrli (1923)

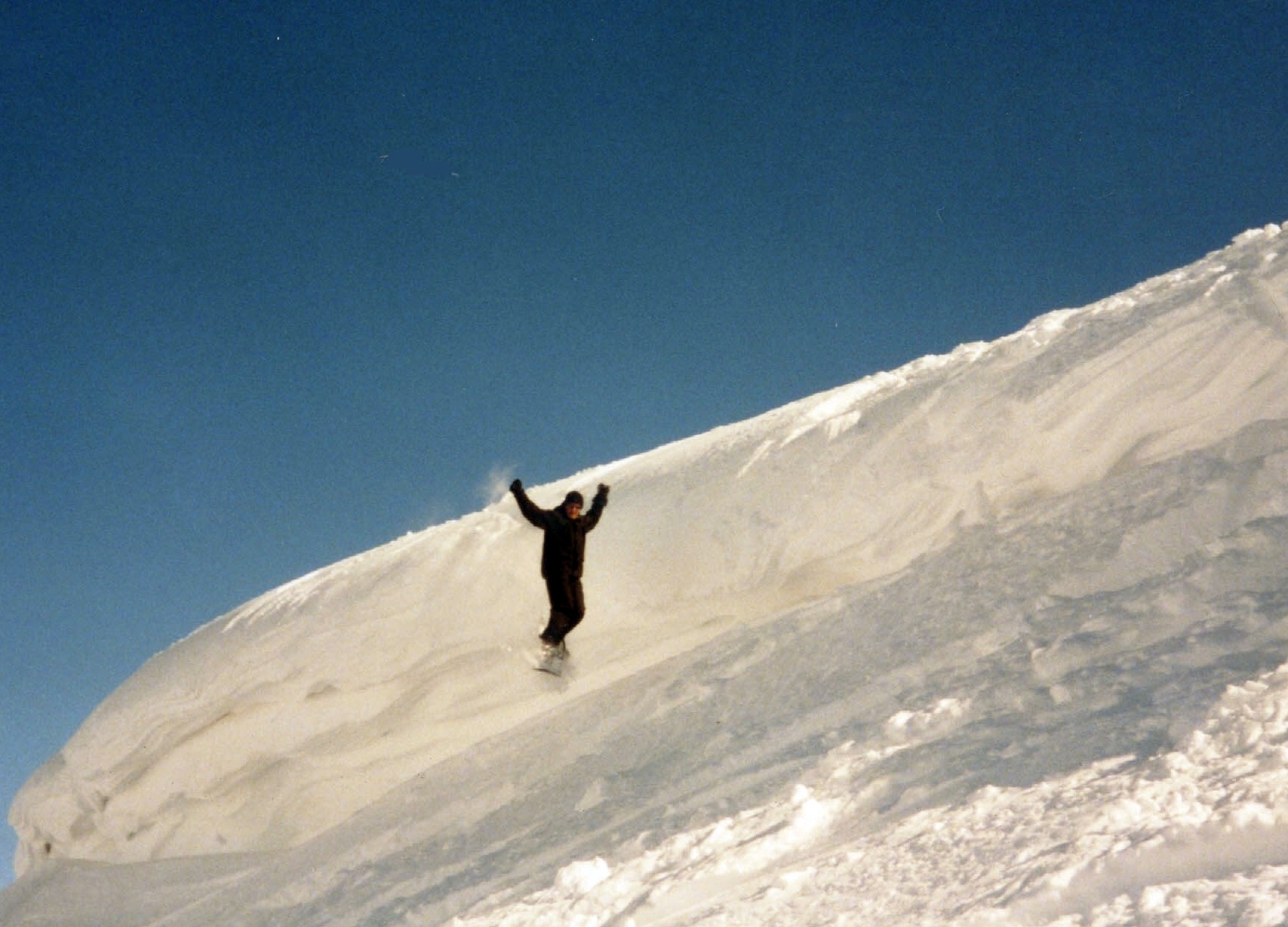
Ein Snowboarder springt – abseits der Piste – von einer Wechte aus etwa sechs Metern Höhe in den Pulverschnee. Wegen der grossen Höhe des Skigebiets ist die Durchschnitts-Schneehöhe entsprechend gross.

Die Diavolezza ist eines der drei grossen Skigebiete des Oberengadin. Die Diavolezza ist über die «Verbindungspiste» mit der Lagalb verbunden. Besonders beliebt ist die 10 km lange Abfahrt über den Pers- und Morteratschgletscher bis zur Terrasse des Restaurants Morteratsch bei der Haltestelle der Rhätischen Bahn.
Eine Besonderheit ist die nächtliche Talabfahrt ohne Flutlicht, die nur bei Vollmond (Bündnerromanisch: Glüna Plaina) geöffnet ist, weil dann die Lichtverhältnisse zum sicheren Skifahren ausreichen; maximal fünf solche Termine gibt es im Jahr.

## Pisten

### Firn (Nr. 1)
Die oberste, rot markierte Piste auf der Diavolezza heisst Firn, weil sie über den Diavolezzafirn führt. Sie beginnt bei der Seilbahnstation und endet bei der Talstation des Gletschersessellifts der Diavolezza.

### Diavolezza (Nr. 2)
Die rote Piste, die von der Talstation des Gletschersessellifts bis zur Talstation der Seilbahn führt, trägt den Namen Diavolezza. Sie gabelt sich zweimal, einmal als Zubringer zur schwarzen Piste «Schwarzer Hang» und ein anderes Mal kurz vor der Talfahrt, von dort aus kann man auf die «Verbindungspiste» gelangen.

### Schwarzer Hang (Nr. 3)
Dieser heisst so, weil die schwarze markierte Piste ein steiles Gelände quert, dessen Gestein schwarz ist. Der «Schwarze Hang» ist eine der zwei schwarzen Pisten auf der Diavolezza.

### Ravulaunas (Nr. 4)
Die Piste «Ravulaunas» ist die Fortsetzung des «Schwarzen Hanges». Sie ist die zweite schwarz markierte Piste der Diavolezza. Sie führt von der Stelle, an der die Piste «Schwarzer Hang» in die Hauptpiste «Diavolezza» führt, nach Osten, quert die «Verbindungspiste» und endet an der Talstation der Seilbahn. Der Name «Ravulaunas» ist ein Flurname.

### Sass Queder / Firn (Nr. 5)
Die rote Piste «Sass Queder» trägt den Namen des gleichnamigen Berges, an dessen Hängen sie von der Berg- zur Talstation des Gletschersessellifts führt. Sie existiert seit 2009, wurde aber oft schon früher als Tiefschneevariante benutzt. Zuerst war sie als blaue Piste markiert, danach wurde sie rot markiert, und unterdessen wurde ihr Name auch in «Firn» umgetauft, sodass sie heute nicht mehr unter ihrem alten Namen zu finden ist.

### Chapütschöl (Nr. 11)
Die «Chapütschölpiste» (sprich: Tschapütschöl) galt als Schwester der Gletscherabfahrt, da sie auch nicht präpariert wurde. Der einzige Unterschied zur Gletscherabfahrt besteht darin, dass sie nicht über einen Gletscher führte. Sie führte vom Beginn des «Schwarzen Hanges» bis zur Talstation der Diavolezzabahn. Sie wurde im März 2010 das letzte Mal befahren, seither ist sie wegen Lawinengefahr gesperrt. Ihren Namen hatte sie von dem gleichnamigen Berg bei der Diavolezza. Auf neueren Pistenplänen der Diavolezza ist sie nicht mehr zu finden.

### Giandas (Nr. 21)
Die Piste «Giandas» (rätoromanisch: Hänge) ist die erste Piste auf der Lagalb. Sie zählt, wie alle anderen Pisten der Lagalb auch, zum Skigebiet Diavolezza. Diese rot markierte Piste führt von der Bergstation zur Talstation der Lagalbbahn.

### Minor (Nr. 22)
Die Piste «Minor» hat ihren Namen vom gleichnamigen Tal, das von der Talstation der Lagalb nach Norden führt, dem Val Minor. Sie ist die einzige schwarz markierte Piste der Lagalb (Stand 2013). Sie beginnt nach der zweiten Kurve der Piste «Giandas» und führt ebenfalls zur Talstation.

### Bernina (Nr. 23)
Die Piste «Bernina» hat ihren Namen vom gleichnamigen Pass, der von ihr aus gut gesehen werden kann. Sie ist die zweite rot markierte Piste der Lagalb. Auf dieser Piste gibt es oftmals Steine, weshalb man langsam fahren sollte. Die Berninapiste beginnt nach der ersten Kurve der Piste «Giandas» und endet ebenfalls in ihr.

### Buckelpiste (Nr. 24)
Die Buckelpiste war die einzige offizielle Buckelpiste im Engadin, die auch markiert war. Sie war die zweite schwarz markierte Piste der Lagalb, wurde jedoch 2009 geschlossen. Auch sie ist auf den neuen Pistenplänen nicht mehr zu finden. Sie begann auf der nördlichen Seite des zweiten Seilbahnpfeilers und endete in der Piste Minor.

### «Verbindungspiste» (Nr. 25)
Die rote Verbindungspiste war zuerst nur von der Piste Ravulaunas aus erreichbar und war schwarz markiert. Seit 2009 ist sie auch von der roten Hauptpiste erreichbar. Diese Piste führt von einem Nebenarm der Piste «Diavolezza» zur Talstation der Lagalbbahn, man muss aber, um dorthin zu kommen, ein Förderband (Zauberteppich Al Bondo) benutzen, da die Strecke ein wenig bergauf führt.

### Gletscherabfahrt (Nr. 31)
Die Gletscherabfahrt ist eine markierte, aber nicht präparierte Piste, die von der Diavolezza bis zum Hotel Morteratsch bei der gleichnamigen Bahnstation führt. Ihr Einstieg wird als sehr schwierig bezeichnet. Danach folgt eine längere Fahrt über den Persgletscher bis zu dessen Ende, dem sogenannten Sagl dal Vadret Pers (rätoromanisch: «Sprung des Persgletschers»). Die Fahrt durch den Sagl dal Vadret Pers ist ebenfalls schwierig, danach folgt erneut eine längere Fahrt über den Morteratschgletscher und durch das Val Morteratsch. Nach rund einer Stunde erreicht man die Station Morteratsch. Früher wurde die Abfahrt über die Isla Persa geführt, was unterdessen infolge des Gletscherrückgangs nicht mehr möglich ist.

## Diavolezza im Sommer
Im Sommer ist die Diavolezza wegen des Panoramas ein beliebtes Ziel für Ausflügler und Wanderer. Aufgrund der Höhe der Bergstation können zwei Dreitausender auf markierten Wegen einfach begangen werden: der Munt Pers in ca. einer Stunde, der Sass Queder mit Grillplatz in etwa einer halben Stunde. Die Bergstation selbst kann vom Tal aus in ungefähr dreieinhalb Stunden über den Lej da Diavolezza erreicht werden; das entspricht der zweiten Etappe der Bernina-Tour. Zudem wird ein geführtes Gletscher-Trekking über Pers- und Morteratschgletscher angeboten.
Im Sommer stellt die Diavolezza einen wichtigen Ausgangspunkt für Bergsteiger dar, welche vom Berghaus aus Ziele in der Berninagruppe besteigen. So beginnt beispielsweise der Normalweg auf den Piz Palü von der Diavolezza. Auch Hüttenübergänge, etwa über die Bellavista-Gipfel zum Rifugio Marco e Rosa und zur Bovalhütte, sind möglich.
Des Weiteren starten die beiden ersten Klettersteige des Engadins auf den Piz Trovat.
Neben den sportlichen Betätigungen und dem Restaurant verfügt die Diavolezza über weitere Attraktionen, wie einen Jacuzzi oder das «VR-Erlebnis Diavolezza».

Pers- und Morteratschgletscher; Piz Trovat, Piz Cambrena, Piz Palü, Bellavista, Crast’ Agüzza, Piz Bernina, Piz Morteratsch (August 2020)

## Touristische Vermarktung
Der Schweizer Künstler Alex Walter Diggelmann hat für die Diavolezza und Pontresina ein Plakat entworfen, welches einen roten Teufel auf Skiern bei der Abfahrt vor der Silhouette der Diavolezza zeigt.

## Einzelnachweise

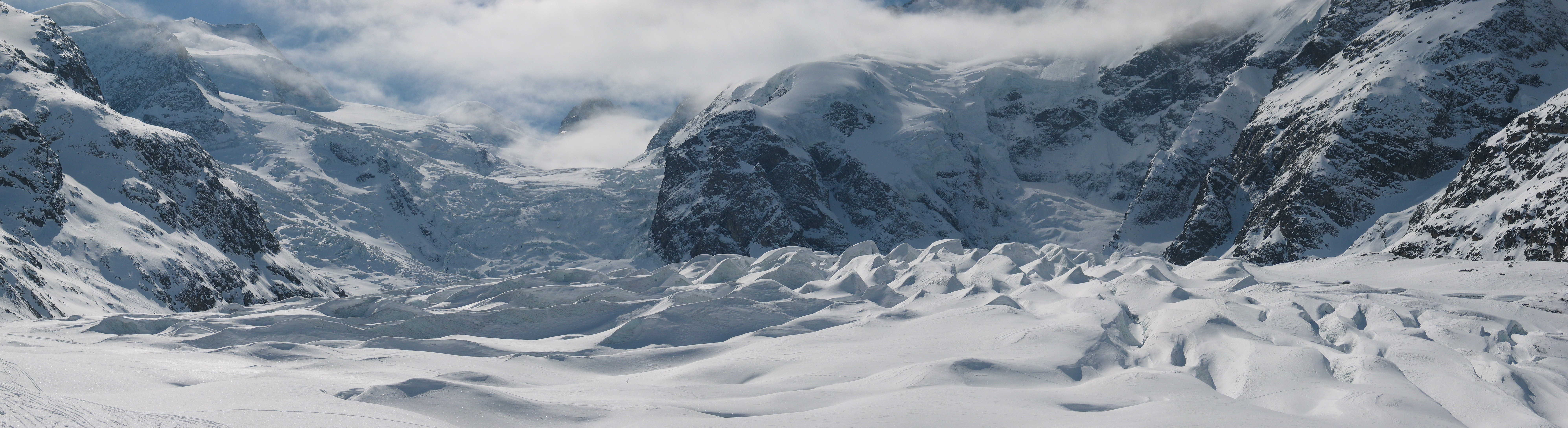
Panoramaaufnahme der Gletscherabfahrt auf dem Morteratschgletscher